# Emsdetten
Emsdetten település Németországban, azon belül Észak-Rajna-Vesztfália tartományban. Lakosainak száma 36 556 fő (2023. december 31.). Emsdetten Greven (Mecklenburg), Hörstel, Saerbeck, Rheine, Nordwalde, Steinfurt és Neuenkirchen községekkel határos.

## Népesség
A település népességének változása:
| Lakosok száma | 30 195 | 36 320 | 36 151 | 36 012 | 35 927 | 36 354 | 36 556 |
|               | 1975   | 2015   | 2017   | 2019   | 2021   | 2022   | 2023   |